# Vrh, Loška dolina
Vrh este o localitate din comuna Loška dolina, Slovenia, cu o populație de 36 de locuitori.